# Нільтава бліда
Нільтава бліда (Cyornis poliogenys) — вид горобцеподібних птахів родини мухоловкових (Muscicapidae). Мешкає в Південній і в Південно-Східній Азії.

## Підвиди
Виділяють чотири підвиди:
- C. p. poliogenys Brooks, WE, 1880 — від Центральних Гімалаїв до сходу Бангладеш і південного сходу М'янми;
- C. p. cachariensis (Madarász, 1884) — від Східних Гімалаїв до півдня Центрального Китаю і півночі М'янми;
- C. p. laurentei (La Touche, 1921) — Центральний Китай;
- C. p. vernayi Whistler, 1931 — схід Індії.

## Поширення і екологія
Бліді нільтави живуть в рівнинних тропічних і субтропічних лісах.